# Saint-Jean-Lachalm
Saint-Jean-Lachalm è un comune francese di 293 abitanti situato nel dipartimento dell'Alta Loira della regione dell'Alvernia-Rodano-Alpi.

## Società

### Evoluzione demografica
Abitanti censiti